# اللويفية
اللويفية قرية تقع على بعد 35 كيلومتر جنوب غرب بنغازي، على طريق بنغازي-المقرون، تتميز بمزارعها الشاسعة وقلة مياهها وثناثر بعض الآثار الرومانية عند أطرافها.

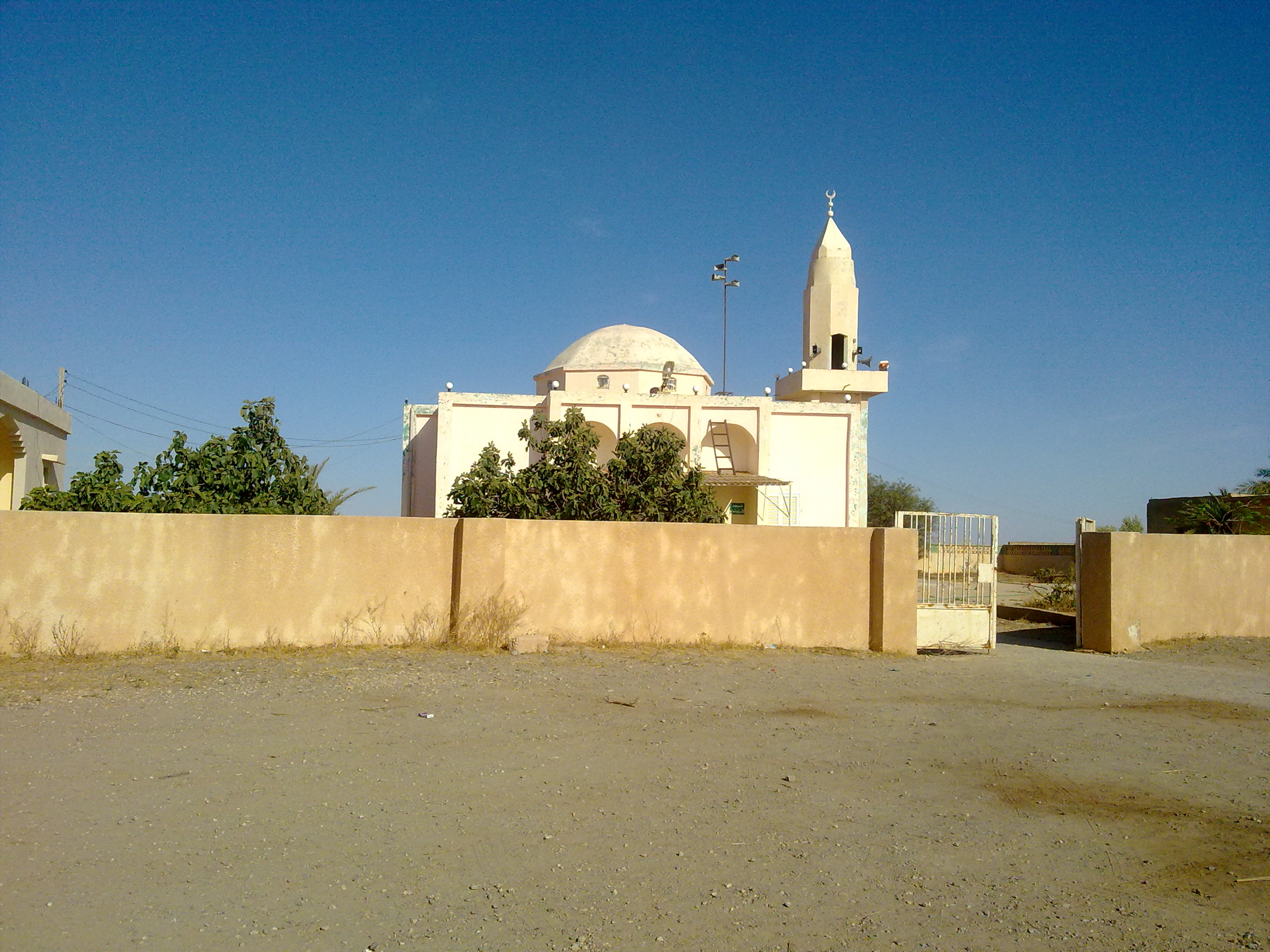
مسجد اللويفية

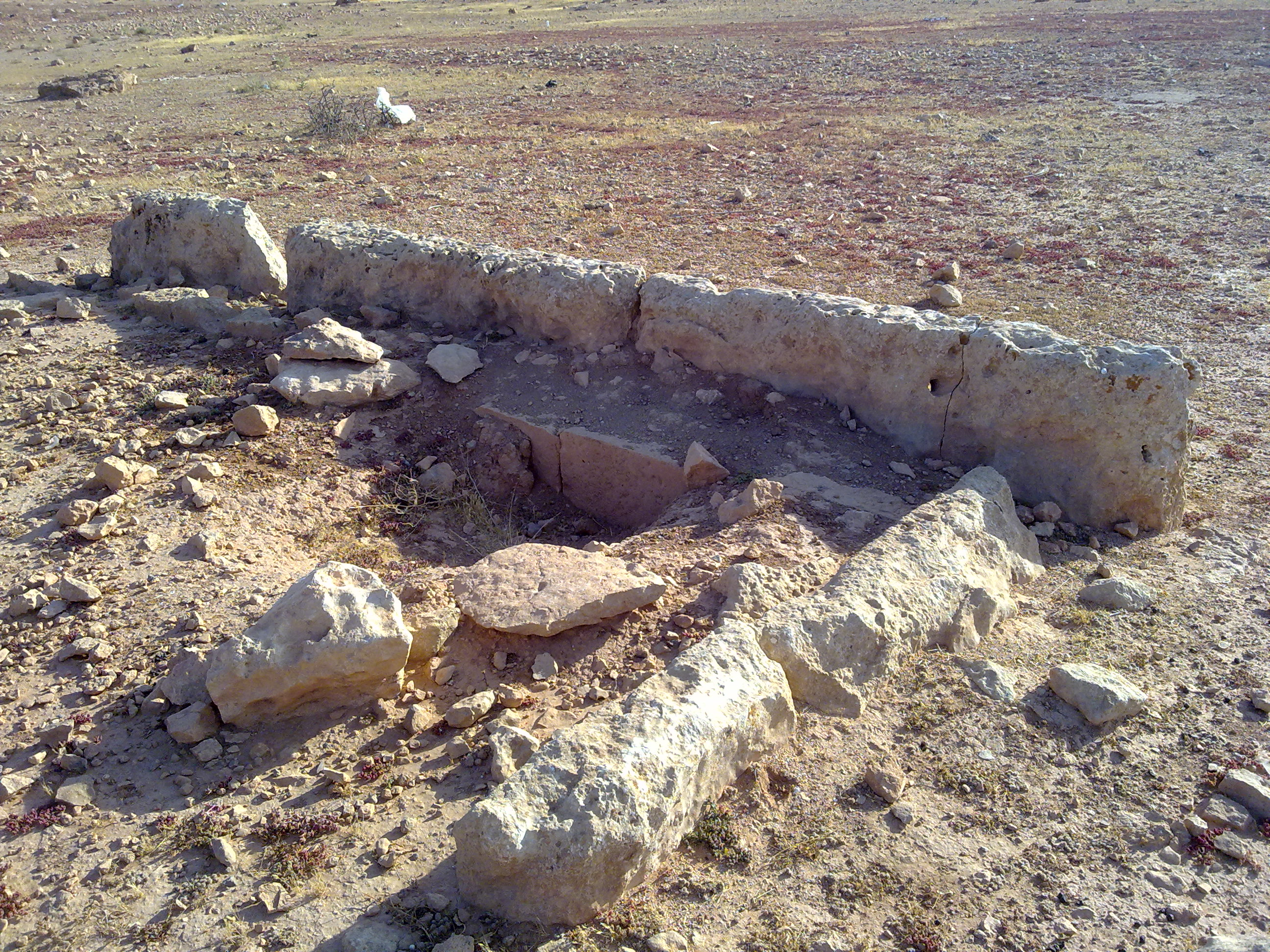
اثار رومانية عند اطراف اللويفية

اثار رومانية